# Guajajára

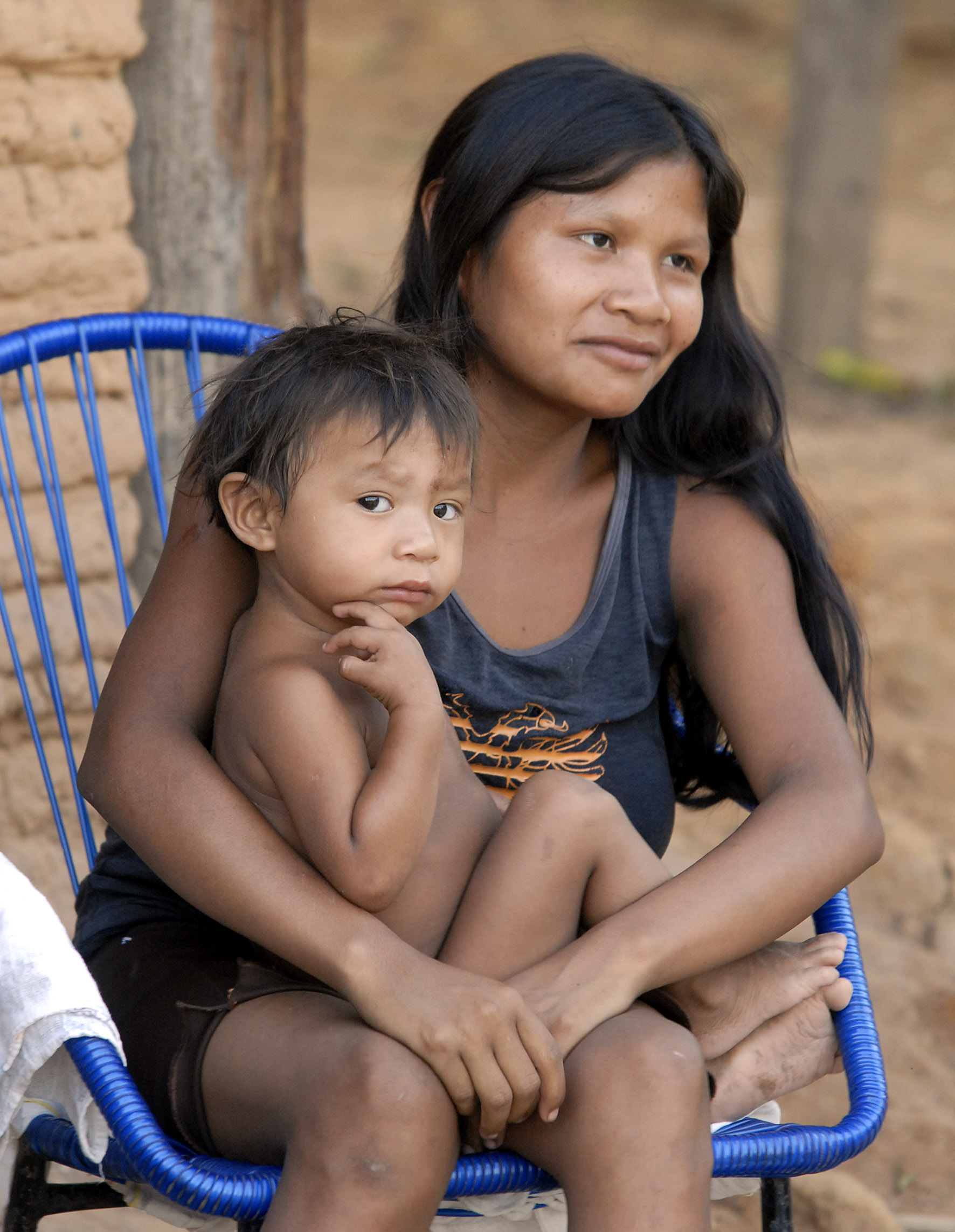
Eine Mutter mit Kind im Dorf Cururu (2007)

Die Guajajára – Eigenbezeichnung Tenetahara – sind ein indigenes Volk, das vorwiegend im brasilianischen Bundesstaat Maranhão lebt. Ihre Sprache gehört zur Gruppe der Tupí-Guaraní-Sprachen. Eine Untergruppe der Guajajára sind die Tembé, auch Timbé, im Bundesstaat Pará.

## Geschichte
Im frühen 17. Jahrhundert kam es zu ersten Kontakten zwischen portugiesischen und französischen Konquistadoren und den Guajajára. Um 1650 ließen sich einige Guajajára bei einer Jesuitenmission, der Missão de Conceição de Maracu, nahe der aldeia Itaqui, heute zu Viana gehörig, im heutigen Bundesstaat Maranhão nieder. Als sie aber von den Patres zur Arbeit auf den Tabakplantagen gezwungen wurden, zogen sie sich in die Wälder zurück, wo sie weiterhin im Bereich der Flüsse Rio Pindaré, Rio Mearim, Rio Corda, Rio Grajaú, Rio Caru und Rio Zutia als große und kriegerische Ethnie lebten.
Um 1850 unternahm die brasilianische Regierung gemeinsam mit der römisch-katholischen Kirche einen großangelegten Versuch, die Guajajára zum Christentum und zu „nützlicher Arbeit“ zu bekehren. 1860 reagierten die Guajajára mit einem Aufstand, töteten mehrere Brasilianer und zogen sich in die Wälder zurück. Ab 1897 unternahmen italienische Kapuziner einen neuen Missionsversuch. Nach einer Masernepidemie rebellierten die Guajajára unter Führung des Kaziken Cauiré Imana erneut im Jahr 1901 gegen die ihnen aufgenötigte Lebensform. Die Aufständischen zerstörten die Missionsstation und vertrieben die Ortsfremden aus der Region. Die militärische Niederschlagung dieses Aufstandes wurde für die Guajajára fast zu einem Völkermord. Diese Militäraktion gilt als der letzte „Indianerkrieg“ in Brasilien. Die Überlebenden galten nun als pazifiziert, und da sie große Familien hatten, stabilisierte sich die Bevölkerungszahl und nahm wieder zu.
Die wirtschaftliche Entwicklung Brasiliens in den 1960er und 1970er Jahren begünstigte die Entstehung von Großgrundbesitz, viele Kleinbauern zogen daher in das Gebiet der Guajajára und ließen sich dort ohne klaren Rechtsanspruch nieder. Sie gründeten 1952 eine Siedlung, São Pedro dos Cacetes. Kaum von den Behörden unterstützt, leisteten die Guajajára Widerstand gegen diese illegale Siedlung, bis sie 1995 von der Regierung aufgelöst wurde.
Seit den 1980er Jahren sind die Guajajára durch den Bau von Staudämmen bedroht sowie durch lokale Holzhändler, deren Holzfällertrupps auf einem Großteil des Guajajára-Territoriums aktiv sind.

## Bekannte Einzelpersonen

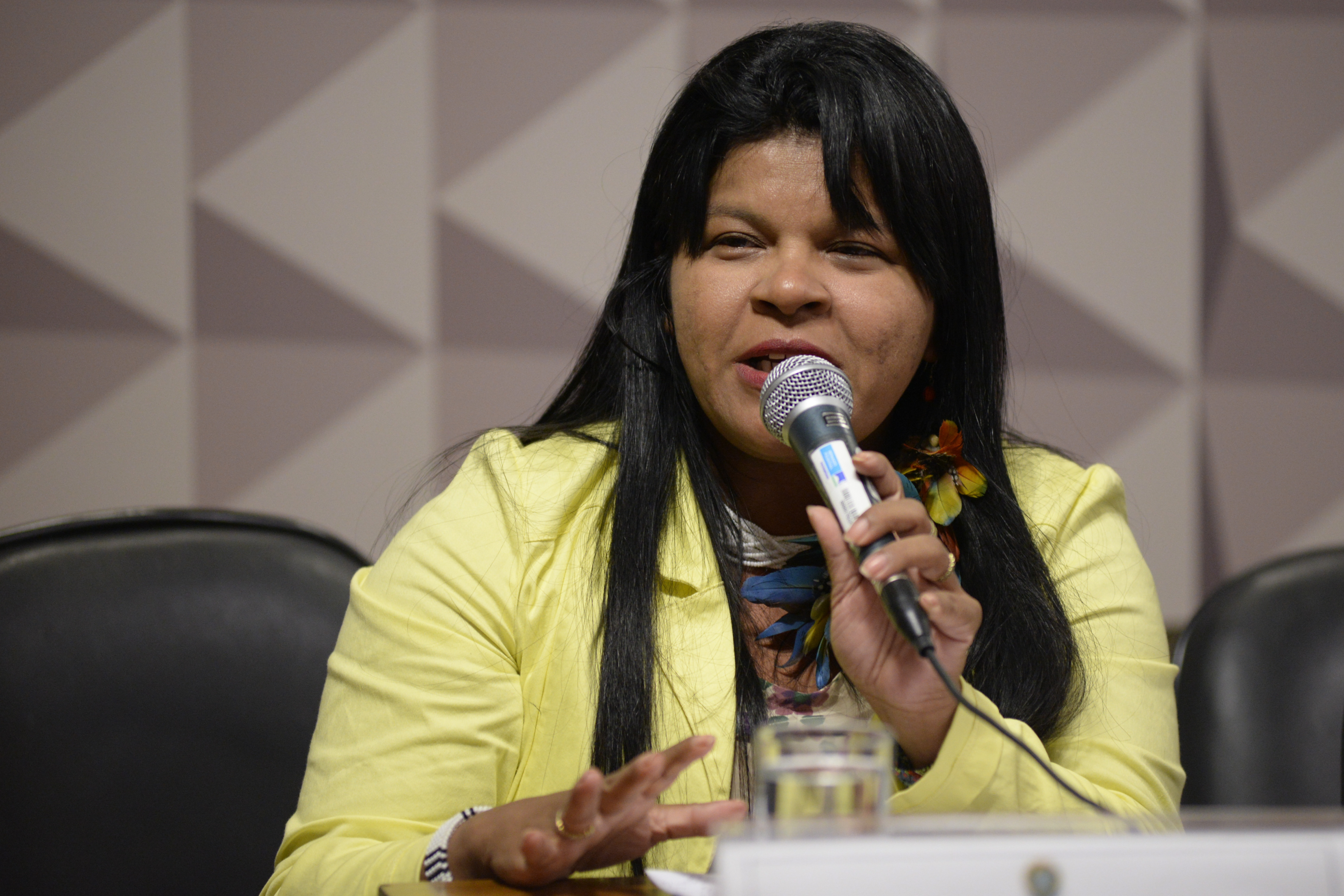
Sônia Bone Guajajara (2017)

- Sônia Bone Guajajara, Umweltaktivistin und seit Januar 2023 Ministerin für indigene Bevölkerung im Kabinett Lula da Silva
- Paulo Paulino Guajajara, Umweltaktivist